# Dreams (Fleetwood Mac)
Dreams è un singolo dei Fleetwood Mac, tratto dall'album Rumours e pubblicato il 24 marzo 1977. Il brano principale è stato composto dalla cantante del gruppo Stevie Nicks, mentre Songbird sul lato B è firmato da Christine McVie.
Questo singolo è l'unico della band che riesce a raggiungere il primo posto nella classifica di vendita degli Stati Uniti ed all'ottavo nei Paesi Bassi.
A partire dalla metà degli anni novanta, numerosi artisti ne incideranno una personale cover.

## Storia e significato
(da "Dreams", Stevie Nicks)
Dreams è una canzone su una relazione che sta per finire ed è riferita alla storia di Stevie Nicks la relazione di lunga data che aveva vissuto con il chitarrista della band, Lindsey Buckingham. Stevie Nicks ha scritto il brano da sola, per cui esprime il suo punto di vista sulla  relazione. Nella canzone si sente la chitarra di Lindsey che sembra rispondere a ogni verso cantato da Stevie.
Quindi Lindsey vuole lasciarla e lei non può tenerlo contro la sua volontà. Ma lei gli suggerisce di pensarci molto attentamente. Perché potrebbe non ritrovare mai più una donna come lei. E la sensazione di solitudine potrebbe perseguitarlo per sempre. Ciò è espresso dall'immagine poetica del battito cardiaco che può farlo impazzire:
Il ritornello  menziona i tuoni che arrivano solo quando piove, il che potrebbe avere molti significati: se la pioggia è la fama, il denaro e il successo che sono arrivati nella loro vita come band, i tuoni potrebbero essere gli effetti collaterali di ciò nella loro vita personale (forse a causa delle nuove ragazze che attirano il chitarrista?); oppure potrebbe essere un invito a fare uno sforzo e superare il momento duro della loro relazione perché pioggia e tuoni sono eventi naturali che capitano di tanto in tanto. Tuttavia, la prima interpretazione sembra calzare meglio, perché le righe successive parlano di un “giocatore”, che potrebbe essere il modo in cui Stevie chiama Lindsey, accusandola di amarla solo per gioco, come parte del ruolo all'interno della carriera musicale. E le donne che vanno e vengono potrebbero essere un riferimento ad altre ragazze da cui Lindsey è attratto.

## Tracce
1. Dreams
2. Songbird

## Classifiche

### Classifiche di fine anno
| Classifica (2022) | Posizione |
| ----------------- | --------- |
| Australia         | 35        |
| Regno Unito       | 74        |
| Classifica (2023) | Posizione |
| Australia         | 33        |
| Regno Unito       | 57        |
| Classifica (2024) | Posizione |
| Australia         | 36        |
| Regno Unito       | 48        |

## Cover

### The Corrs Cover
I Corrs registrarono la loro versione di Dreams per un CD tributo ai Fleetwood Mac. Suonarono anche la canzone insieme alla band in un concerto alla Royal Albert All di Londra il giorno di S.Patrizio del 1998 e lo inclusero nel loro album Talk on Corners da dove venne anche estratto come singolo.

#### Tracce
- CD

1. "Dreams" (radio edit) – 4:18
2. "Dreams" (Tee's Radio) – 3:53
3. "Dreams" (Tee's New Radio) (Todd's Henry St. Mix) – 3:52
4. "Dreams" (TNT Pop extended mix) – 8:40
5. "Dreams" (Tee's Club) – 7:39
6. "Dreams" (Tee's in House mix) – 4:32

#### Classifiche
| Classifica (1999)               | Peak posizione |
| ------------------------------- | -------------- |
| Australian ARIA Singles Chart   | 47             |
| Canadian Adult Contemporary     | 10             |
| Canadian RPM Top 100 Singles    | 38             |
| French Singles Chart            | 52             |
| German Singles Chart            | 73             |
| Irish Singles Chart             | 6              |
| Netherlands Mega Single Top 100 | 71             |
| Official Singles Chart          | 6              |

#### Certificazione
| Country        | Certification | Sales/shipments |
| -------------- | ------------- | --------------- |
| United Kingdom | Silver        | 200,000+        |